# Jordan Bos
Jordan Bos, né le 29 octobre 2002 à Melbourne en Australie, est un footballeur international australien qui joue au poste d'arrière gauche au Feyenoord Rotterdam.

## Biographie

### En club
Né à Melbourne en Australie, Jordan Bos est notamment formé au Central Coast Mariners puis à Melbourne City. Il joue son premier match en professionnel le 27 novembre 2021, à l'occasion d'une rencontre de championnat face au Melbourne Victory. Il entre en jeu à la place de Scott Galloway (soccer) (en) et les deux équipes se neutralisent (2-2 score final).
Le 6 avril 2022, Bos inscrit son premier but en professionnel lors d'une rencontre de championnat contre le Sydney FC. Titularisé, il ouvre le score et participe à la victoire de son équipe par quatre buts à zéro. Il s'impose en équipe première durant la saison 2022-2023, étant titularisé au poste d'arrière gauche, poussant l'habituel titulaire Scott Jamieson (en) à être repositionné en défense centrale ou au milieu de terrain. Bos est alors considéré comme l'un des joueurs les plus prometteurs du championnat.
Le 15 mai 2023, le club belge du KVC Westerlo annonce la venue de l'australien pour l'été 2023, le contrat allant jusqu'en juin 2027,.
Le 1er décembre 2023, Bos inscrit son premier but pour Westerlo, lors d'un match de championnat face au RSC Anderlecht. Titulaire, il marque en fin de match mais ne peut empêcher la défaite des siens par trois buts à un,.

### En sélection
Jordan Bos représente l'Australie en sélection, il commence avec les moins de 16 ans, jouant au total deux matchs en 2018.
En mars 2023, Jordan Bos est retenu pour la première fois avec l'équipe nationale d'Australie. Il fait partie des quatre nouveaux joueurs appelés par le sélectionneur Graham Arnold. Bos honore sa première sélection le 28 mars 2023, lors d'une rencontre amicale face à l'Équateur. Il entre en jeu à la place de Aziz Behich et son équipe s'incline par deux buts à un,.